# Volejbol'nyj klub Leningradka
Il Volejbol'nyj klub Leningradka (in russo "волейбольный клуб Ленинградка") è una società pallavolistica femminile russa con sede a San Pietroburgo.

## Storia
La società viene fondata nel 1935 col nome di Spartak Leningrado debuttando nel massimo campionato sovietico nel 1939. Nel corso degli anni il club non conquista mai il titolo nazionale, ma raggiunge in quattro occasioni la piazza d'onore e otto volte il terzo posto in campionato. Raggiunge risultati di maggior rilievo in Coppa dell'Unione Sovietica, con tre secondi posti nelle prime quattro edizioni del torneo, a cavallo fra il 1950 e il 1953 e la conquista il trofeo per due edizioni consecutive, nelle stagioni 1975-76 e 1976-77.
Nel 1978 il club cambia denominazione, passando da Spartak Leningrado a Tramvajno-Trollejbusnoe Upravlenie Leningrado. Tre anni dopo, il TTU Leningrado gioca la sua prima finale europea, ma viene sconfitto dal Vasas nella Coppa delle Coppe 1980-81.
Dopo diverse annate anonime, con la sola eccezione di un secondo posto nella Coppa dell'Unione Sovietica 1988, e lo scioglimento dell'Unione Sovietica, il club (che diventa TTU San Pietroburgo con il ritorno alla vecchia denominazione della città nel 1991) si trova a giocare per oltre un decennio nel massimo campionato russo, retrocedendo al termine della stagione 2002-03.
Nel 2003 arriva un nuovo cambio di denominazione e il club prende il nome di Leningradka; nelle annate successive ondeggia fra Superliga e Vysšaja Liga A, stabilizzandosi quindi in massima divisione dall'annata 2006-07, per tornare infine a disputare la fase finale di una coppa europea, questa volta la Challenge Cup 2008-2009, in cui ottiene il terzo posto, dopo la sconfitta in semifinale contro le padrone di casa del Giannino Pieralisi. Nella stagione 2010-11 il club si classifica all'ultimo posto in regular season e penultimo dopo il play-out, retrocedendo nuovamente in serie cadetta.
Dopo aver perso lo spareggio promozione-retrocessione al termine dell'annata 2013-14, il club viene ripescato nella massima serie per la stagione seguente a causa della mancata iscrizione di altri club aventi diritto, disputando la Superliga anche nelle annate successive pur senza ottenere risultati di particolare rilevanza.

## Rosa 2018-2019
| N° | Nome               | Ruolo | Data di nascita  | Nazionalità sportiva |
| -- | ------------------ | ----- | ---------------- | -------------------- |
| 1  | Sof'ja Kuznecova   | S     | 31 ottobre 1999  | Russia               |
| 2  | Alina Kuznecova    | L     | 5 settembre 1990 | Russia               |
| 3  | Jelyzaveta Ruban   | S     | 3 marzo 1995     | Azerbaigian          |
| 4  | Anna Ševčenko      | P     | 20 ottobre 1998  | Russia               |
| 5  | Svetlana Česnokova | C     | 3 marzo 1987     | Russia               |
| 7  | Ekaterina Petrova  | O     | 27 novembre 1993 | Russia               |
| 8  | Anna Luneva        | C     | 12 luglio 1995   | Russia               |
| 14 | Ekaterina Kakurina | C     | 6 febbraio 1987  | Russia               |
| 15 | Marija Kašina      | L     | 16 gennaio 1994  | Russia               |
| 16 | Ksenija Naumova    | S     | 1º febbraio 1990 | Russia               |
| 17 | Ol'ha Skrypak      | P     | 28 dicembre 1996 | Ucraina              |
| 19 | Svetlana Krjučkova | L     | 21 febbraio 1985 | Russia               |

## Palmarès
- Coppa dell'Unione Sovietica: 2

1976, 1977

## Denominazioni precedenti
- 1935-1978: Spartak Leningrado
- 1978-2003: Tramvajno-Trollejbusnoe Upravlenie (Leningrado/San Pietroburgo)
- 2003-: Volejbol'nyj klub Leningradka